# Västtyskland
Västtyskland är den gängse beteckningen på Förbundsrepubliken Tyskland (tyska: Bundesrepublik Deutschland) under tiden för kalla kriget, från den 23 maj 1949 fram till Tysklands återförening den 3 oktober 1990, då det tidigare Östtyskland uppgick i det tidigare Västtyskland, varefter behovet för denna särskiljning i öst och väst bortföll. Det återförenade Tyskland är rent folkrättsligt inte en efterträdarstat utan samma statsbildning som dåvarande Västtyskland, blott utökad med de tidigare östtyska områdena.
Förbundsrepubliken bildades vid grundandet av de delstater, förbundsländer, som hade skapats i de amerikanska, brittiska och franska ockupationszonerna efter andra världskriget. Av det formella namnet på statsbildningen kom förkortningen BRD (tyska: Bundesrepublik Deutschland).
Vid grundandet valdes Bonn till huvudstad och förblev detta under hela tidsperioden fram till återföreningen. Skälet till detta beslut var, att den annars ”naturliga” tyska huvudstaden Berlin blivit innesluten av den sovjetkontrollerade ockupationszonen efter kriget. Västberlin ingick i praktiken som en de facto delstat i Västtyskland, men stod formellt under kontroll av de västliga segrarmakterna USA, Storbritannien och Frankrike under hela kalla kriget. Östtyskland, Sovjetunionen och deras allierade betraktade därför inte Västberlin som en del av Västtyskland.
I samband med den tyska återföreningen blev Berlin återigen hela landets huvudstad.

## Historia

### Efterkrigsockupation
Med den tyska kapitulationen 7/8 maj 1945, trädde Londonprotokollet i kraft. Det reglerade Storbritanniens, USA:s och Sovjetunionens inbördes uppdelning av Tyskland, såsom dess utbredning var den 31 december 1937, i ockupationszoner (tyska: Besatzungszonen) och Berlin (Stor-Berlin) i en särskild, gemensamt ockuperad del. Även Frankrike deltog som ockupationsmakt, men då det inte beslutats förrän på Jaltakonferensen i februari, togs det med först i ett senare protokolltillägg i samband med Potsdamkonferensen. Det upprättades så fyra ockupationszoner, en brittisk i nordväst, en fransk i väst, en amerikansk i söder samt en sovjetisk i öster.

Ockupationszoner i efterkrigs-Tyskland.

Vid Potsdamkonferensen antogs dessutom Oder–Neisse-linjen som preliminär östgräns för Tyskland. Sovjetunionen överlämnade riksdelarna öster om Oder-Neisse-linjen till Folkrepubliken Polen och behöll en stor del av området de annekterat från Polen enligt Molotov–Ribbentrop-pakten 1939. Ryssland/Sovjetunionen lade självt beslag på området runt Königsberg, som i dag är Kaliningrad. Detta för att få tillgång till en isfri hamn för deras östersjöflotta. Polen kompenserades därefter av en liten del av Vorpommern inkluderat städerna Stettin och Swinemünde som är belägna väster om floden Oder och som från början var tänkta att ingå i Efterkrigstyskland.
Delvis som en konsekvens av Morgenthauplanen och delvis som en konsekvens av en fransk önskan om ett svagt Tyskland genomfördes omfattande nedmontering av tung industri. Ruhr-området ställdes under internationell kontroll, Elsass-Lothringen återfördes till Frankrike och det kolrika Saarland bröts loss från Tyskland och gjordes till ett franskt protektorat. Visserligen hävdade de västallierade att den slutliga gränsdragningen skulle vänta tills ett fredsavtal kunde träffas med Tyskland men i praktiken fick man acceptera fait accompli i och med att 12–14 miljoner fördrevs från de f.d. tyska områden i öster. Antalet döda som en konsekvens av fördrivningen är svårt att uppskatta men anges vanligtvis till mellan 0,5 och 2 miljoner.
Tysklands kommande uppdelning hade diskuterats under alla toppmöten under kriget men något beslut fattades aldrig då. Vid toppmötet i Teheran 1943 förordade Roosevelt att Österrike skulle bli självständigt, att hela Ostpreussen skulle avträdas till Polen och att resten skulle delas i fem tyska stater. Ruhr- och Saarområdena skulle förvaltas under FN-styre. Vid ett möte i London i januari 1944 föreslog britterna gemensam förvaltning.
En månad efter kapitulationen, den 5 juni, undertecknades fyrmaktsdeklarationen. Enligt denna skulle de allierade bilda ett kontrollråd, Allierade kontrollrådet, för att utöva regeringsmakten i Tyskland. Kontrollrådet sammanträdde första gången den 30 juli, i samband med Potsdamkonferensen.

### Splittring mellan öst och väst

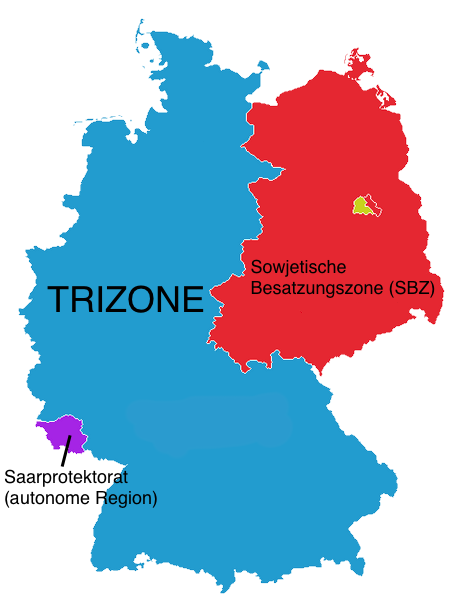
Trizonen (blått) omfattade västmakternas tre ockupationszoner.

Västmakternas och Sovjetunionens åsikter skilde sig kraftigt åt gällande den framtida politiska och ekonomiska ordningen, både för Berlin och för Tyskland som helhet. Västmakternas marknadsliberalism var oförenlig med den sovjetiska kommunismen, med Josef Stalins marxism–leninism, och ingen var beredd att låta den andra sidans system dominera det framtida Tyskland.
Under våren 1947 deklarerade USA vad som kom att kallas Trumandoktrinen och innebar i praktiken att motverkandet av kommunistiskt inflytande nu var en ledstjärna för den fortsatta utrikespolitiken. I synnerhet skulle en sovjetisk expansion i väst förhindras. Detta låg även till grund för USA:s omfattande ekonomiska stöde till efterkrigs-Europas marknadsliberala ekonomier genom Marshallplanen och bildandet av den västliga militäralliansen Nato.
Den brittiska och amerikanska ockupationszonen samarbetade från 1 januari 1947 i handelsfrågor under namnet Bizonen (tyska: Bizone, vardagligt även Bizonien). Under deltagandet på Sankt Eriks-Mässan i Stockholm i augusti 1948 var namnet Bizonien allmänt använt. I mars 1948 utökades samarbetet med den franska ockupationszonen och Trizonen (tyska: Trizone, vardagligt även Trizonesien) skapades, formellt dock inte förrän i april 1949.
I västmakternas ockupationszoner bildades de första förbundsländerna (delstaterna) i den amerikanska zonen i september 1945. Till våren 1947 hade förbundsländer med egna parlament och regeringar bildats i alla tre västliga zoner. Undantaget var Saarland som blev ett franskt protektorat.

### Upprättandet av Västtyskland
Efter ett möte mellan ockupationsmakternas utrikesministrar i december 1947, syntes ingen gemensam lösning för Tyskland stå att finna. USA och Storbritannien verkade därefter för bildandet av en tysk stat i de tre västliga zonerna. Under våren 1948 fick de Frankrike med sig i detta, liksom stöd från Benelux-grannländerna.
Militärguvernörerna för de tre västliga ockupationszonerna kallade till ett möte den 1 augusti 1948 med ledarna för de elva västliga förbundsländerna, varav nio ministerpresidenter och två regerande borgmästare, där Frankfurtdokumenten överlämnades, med vilka förbundsländerna fick uppdraget att bilda en ny, federal stat samt riktlinjer härför. Med en federal stat undvek man en stark centralstat och dessutom skulle en framtida utökning med den östra zonen underlättas.
Representanter för förbundsländernas alla parlament bildade det Parlamentariska Rådet (Parlamentarischer Rat), som utarbetade ett förslag på utformning av Förbundsrepubliken Tysklands grundlag. Rådet ville göra det tydligt att lagen var ett provisorium tills hela Tyskland kunde inkluderas. Ett uttryck för det är att den kallades Grundgesetz, som en grundläggande och betydelsefull lag inom en författning, men inte Verfassung, likt en definitiv författning. Efter att lagtexten fått godkännande från de allierades militärguvernörer den 12 maj, fick förbundsländernas respektive parlament ta ställning till den. Tio röstade för att anta grundlagen, vilket räckte för att den skulle bli giltig i alla förbundsländer. Bayern röstade dock nej, med huvudsaklig invändning att den gav för lite makt åt delstaterna och för stor makt åt centralregeringen. Bayern visste dock att ett nej vid det laget inte påverkade resultatet och förklarade att man trots allt ville ansluta sig till statsbildningen.
Den 23 maj 1949 förklarades grundlagen vara antagen, och med det föddes Förbundsrepubliken Tyskland (Västtyskland). Dagen efter trädde grundlagen i kraft. Förbundsländerna var då: Schleswig-Holstein, Niedersachsen, Hamburg, Bremen, Nordrhein-Westfalen, Rheinland-Pfalz, Hessen, Württemberg-Baden, Baden, Württemberg-Hohenzollern och Bayern. I författningens artikel 23 nämndes även Berlin (Stor-Berlin) som ett förbundsland, men på grund av den särskilda status staden fått vid ockupationen var lagen inte tillämplig i det fallet.
Västtyskland skulle bli en parlamentarisk republik, där regeringen svarar inför det folkvalda parlamentet, förbundsdagen. Det första förbundsdagsvalet hölls 14 augusti. Förbundsdagen konstituerade sig därefter den 7 september och den 12 september valdes förbundspresident. Den 20 september 1949 svors Västtysklands första förbundsregering in, en koalition mellan konservativa CDU och liberala FDP, och regeringschefen (förbundskanslern) Konrad Adenauer (CDU) presenterade regeringsförklaringen.
På central nivå bildade Västtyskland efter hand ett ekonomiskt råd med representanter för delstaterna, ett delstatsråd (Bundesrat), ett förvaltningsråd, en högsta domstol och en centralbank.
Västmakternas ockupation skulle dock fortsätta, med successivt överlämnande av ansvar till den nya staten och dess förbundsländer. Den 21 september 1949, dagen efter att Västtysklands första regering svurits in, trädde den nya ockupationsstatuten i kraft och ockupationsmakternas militärregering i landet ersattes av den civila Allierade höga kommissionen som högsta myndighet.
Alla nya lagar och ändringar i befintliga lagar, både på förbunds- och delstatsnivå, måste fram till revideringen av ockupationsstatuten i mars 1951 godkännas av de allierades höga kommission, som alltså hade vetorätt. Kommissionen kontrollerade även utrikespolitiken, försvarspolitik, valutan, flyktingpolitiken och Ruhrområdet.
En av regeringens första uppgifter blev att i november 1949 förhandla fram de första lättnaderna i ockupationsstatuten. En planerad revidering av statuten i mars 1951 gav ytterligare självständighet. Adenauer genomförde ett närmande till Frankrike i form av Europeiska kol- och stålgemenskapen som sattes i verket 1951 samt medlemskap i Europarådet 1950. Planerna på en Europa-armé stupade när den franska nationalförsamlingen vägrade ratificera fördraget om den europeiska försvarsgemenskapen.
I och med Tysklandsfördraget (Deutschlandvertrag) 1952, reviderat och ikraftträtt med Parisfördragen (Pariser Verträge) i maj 1955, upphörde ockupationsstatuten och Västtyskland fick en hög grad av suveränitet. Landet blev nu medlem i Nato och kunde bilda en egen försvarsmakt, Bundeswehr. År 1956 infördes allmän värnplikt i det västtyska försvaret.
Saarland hade en särskild status. Det var politiskt autonomt och ekonomiskt förbundet med Frankrike. Vid en folkomröstning 1955 röstade 66,7 procent för en anslutning till förbundsrepubliken vilket skedde 1957 då Saarland blev västtyskt förbundsland.
Det tysk-franska samarbetet blomstrade när det ekonomiska samarbetet stadfästes med Europeiska ekonomiska gemenskapen (EEG) i mars 1957. 1963 skrev Adenauer tillsammans med Frankrikes president Charles de Gaulle under det Tysk-franska vänskapsfördraget, Élysée-fördraget. Adenauer drev starkt målet om en försoning mellan Frankrike och Tyskland inom ramen för det europeiska samarbetet.

### 1960-talet
År 1963 avgick Adenauer och efterträddes av finansministern Ludwig Erhard. År 1966 skapades den första blocköverskridande regeringen, en storkoalition mellan SPD och CDU/CSU, där Kurt Georg Kiesinger (CDU) blev förbundskansler. Åren 1967-1968 kulminerade studentrevolten i Västtyskland. År 1969 blev SPD för första gången ledande parti i en regering (i koalition med FDP).

### Östpolitiken
Gentemot Östtyskland (DDR) hade Västtysklands förbundskansler Konrad Adenauer en helt omedgörlig inställning och vägrade erkänna att Östtyskland var ett riktigt land. Den sovjetiska ockupationszonen, die Zone, var den officiella beteckningen. Vissa tidningar satte DDR inom citationstecken ända fram till 1989. Regeringen i Bonn ansåg sig företräda den tyska riksenheten och föra hela det tyska folkets talan. För Adenauer var inte DDR en med förbundsrepubliken jämbördig part.
När Sovjetunionen i mars 1952 föreslog en tysk återförening på villkor att Tyskland blev neutralt och inte anslöt sig till NATO eller Warszawapakten stupade det formellt på att Adenauer inte ville fördröja det tyska medlemskapet i Nato. Det är också otvetydigt att Adenauer inte var särskilt intresserad av en återförening. För hans del upphörde Europa vid Elbes östra strand, därefter började vad han kallade den asiatiska stäppen. Det står i efterhand klart att det sovjetiska förslaget inte var allvarligt menat – man visste att västmakterna inte skulle nappa på det men man ville ändå för omvärlden framstå som den som föreslagit återförening medan det var USA som stod i vägen för detta. Förslaget kom från det sovjetiska utrikesministeriet och Stalin gick endast med på det efter att ha försäkrats att västmakterna skulle säga nej.
Västtyskland utfärdade den så kallade Hallstein-doktrinen där man ansåg det vara en ovänlig handling om ett land man hade diplomatiska förbindelser med också erkände DDR. Detta grundade sig på grundlagens anspråk att företräda alla tyskar. Detta medförde i praktiken att endast de kommunistiska staterna i Östeuropa hade diplomatiska förbindelser med DDR. Västtyskland hade inga diplomatiska förbindelser med Polen till 1970. Under 1960-talet tycktes den västtyska inställningen vara alltmer passé och DDR kunde inhösta diplomatiska framgångar. Västtyskland hade före 1970-talet territoriella anspråk på både Östtyskland och de avträdda områdena öster om Oder–Neisse-linjen.
Uppförandet av Berlinmuren 13 augusti 1961 följde på en period när antalet flyktingar från DDR hade ökat kraftigt, i början av augusti det året var det 2 000 personer per dag. Formellt sett var den ett brott mot den allierade överhögheten över hela Berlin men de västallierade godtog den som ett faktum.
Valet av socialdemokraten Willy Brandt som förbundskansler 1969 innebar en radikal omläggning av östpolitiken. Efter att Västtyskland hade slutit fördrag med både Sovjetunionen och Polen kunde en fyrmaktsöverenskommelse om Berlin slutas 1971 och Västtyskland erkände Östtyskland 1972. Förhållandet mellan de tyska staterna förblev dock kyligt. Ett statsbesök i Västtyskland av DDR:s ledare Erich Honecker ställdes in tre veckor före ankomst eftersom sovjetiska tidningar anklagade Västtyskland för revanschism. Det avslöjades också att den östtyska säkerhetstjänsten Stasi hade spioner på hög ställning i den offentliga förvaltningen, till exempel Hans Joachim Tiedge som hade en ledande ställning i det västtyska kontraspionaget.
För sin omläggning av den västtyska östpolitiken fick Willy Brandt Nobels fredspris 1971. Han avgick 1974 sedan det avslöjats att en av hans närmaste medarbetare, Günter Guillaume, var östtysk spion.

Före Ostpolitik hade Västtyskland territoriella anspråk på samtliga landområden som ingick Weimarrepubliken, däribland de områden som avträddes till Polen och Sovjetunionen efter andra världskrigets slut.

### 1970-talet
År 1970 hölls förhandlingar mellan BRD och DDR i Erfurt vilka ledde till ett grundfördrag som fastställde ländernas relationer och möjliggjorde ett betydligt större utbyte. Det ledde också till att Västtyskland (och DDR) blev medlem i FN 1973. 1970-talets normalisering ledde till återförening av familjer och till att stora västtyska ekonomiska satsningar gjordes genom handel med DDR. Västtyskland levererade till exempel Volkswagen Golf förmånligt. Västtyskland inledde ett omfattande friköpande av politiska flyktingar.
Under 1970-talet genomförde RAF, Rote Armee Fraktion, flera svåra terrordåd. De utförde bland annat attentat mot västtyska och amerikanska militäranläggningar, mördade Västberlins högste domare Günter von Drenkmann. Efter en första våg 1970-1972 greps ledarna Baader, Meinhof, Ensslin med flera. 1977 ägde Deutscher Herbst rum då RAF:s s.k. andra generation kidnappade och mördade industriledaren Hanns-Martin Schleyer. RAF-ledarna i Stammheim begick självmord 18 oktober 1977 sedan kapningen av Lufthansaplanet Landshut misslyckats.
1970-talet innebär också omprövningar inom näringsliv och den tyska ekonomin som liksom övriga Västeuropa hamnade recession efter den stora uppgången från 1950-talet och framåt. Oljekriserna 1973 och 1979 drabbade det oljeberoende Västtyskland. Näringslivet och inte minst gruv- och delar av verkstadsindustrin omstrukturerades kraftigt.

### 1980-talet
Natos beslut 1979 att utplacera 572 medeldistanskärnvapen, amerikanska Pershing II, varav ett stort antal i Västtyskland, blev grogrunden till den europeiska fredsrörelsen. Förbundskansler Helmut Schmidt blev alltmer isolerad från resten av partiet samtidigt som arbetslösheten ökade och statsfinanserna blev allt sämre. Till slut lämnade koalitionspartnern FDP regeringen. Förbundsdagen avgav en misstroendeförklaring mot regeringen och utsåg kristdemokraten Helmut Kohl till ny förbundskansler 1982. Kohl var dock för utplaceringen av Pershing-missilerna vilken inleddes 1983. Utrikespolitiskt lyckades Helmut Kohl flera gånger trampa i det politiska klaveret, till exempel när han talade vid ett möte för fördrivna Schlesien-tyskar eller när han i en Newsweek-intervju 1986 liknade Gorbatjov vid den nazistiske propagandaministern Joseph Goebbels.
År 1987 besökte Erich Honecker som första östtyska statschef Västtyskland. Han mötte då förbundskansler Helmut Kohl i Bonn.

### Återföreningen
Helmut Kohl får istället anses ha gått till historien för sin roll för Tysklands återförening. Kohl var till en början försiktig inför händelserna i DDR men i november 1989 lade han fram ett program med målet att återställa den statliga enheten. Vid de första demonstrationerna i DDR krävdes endast politiska reformer men i takt med att allt fler människor anslöt sig framfördes kravet på tysk återförening allt högre. Kohl mötte Michail Gorbatjov i Moskva i februari 1989 och försäkrade sig om dennes stöd. Istället för att erbjuda DDR lån eller bidrag erbjöd han en valutaunion. Samtidigt var västliga ledare som Margaret Thatcher och François Mitterrand motståndare till en återförening. Valrörelsen i mars 1990 inför de första och sista östtyska valen handlade aldrig om huruvida det skulle bli en återförening, bara när och hur. Valet blev en framgång för CDU och dess samarbetspartier.
Valutaunionen genomfördes sommaren 1990 med en för östtyskarna enormt förmånlig växelkurs. Tillgodohavanden upp till 4 000 östtyska mark kunde lösas in till kursen 1:1, belopp därutöver till kursen 1 D-mark mot 2 östmark. Det kan jämföras med valutaunionen 1948 när alla fick 40 D-mark samtidigt som alla banktillgodohavanden nollställdes. Samtidigt försäkrade Helmut Kohl västtyskarna att det inte var aktuellt med skattehöjningar för att betala återföreningen, ett löfte som ingick i den kristdemokratiska valstrategin inför de första alltyska förbundsdagsvalen i december 1990.
Under sommaren 1990 slöts också Två plus fyra-fördraget mellan de allierade från andra världskriget och de två tyska staterna, som bland annat innebar att den allierade överhögheten över Berlin upphörde och att Oder-Neisse-linjen var Polens västgräns. Den 23 augusti 1990 beslöt folkkammaren i Östberlin att DDR skulle ansluta sig till Förbundsrepubliken Tyskland, dess grundlag och rättsordning. Något samgående ägde alltså inte rum. Västtyskland och Östtyskland återförenades den 3 oktober 1990, formellt genom att de nyligen återupprättade östtyska delstaterna upptogs som delstater i förbundsrepubliken.
När Två plus fyra-fördraget trädde i kraft den 15 mars 1991, fick Tyskland slutligen full suveränitet.

## Ekonomi
Efter valutareformen 1948 inleddes ett kraftigt ekonomiskt uppsving. Perioden 1948 till 1957 har kallats Das Wirtschaftswunder när den ekonomiska tillväxten uppgick till i medeltal 7 procent per år. Arbetslösheten var mindre än 1 procent. Under 1960-talet mattades tillväxten av men under 1970-talet steg den västtyska utrikeshandeln med 150 procent samtidigt som D-markens värde gentemot dollarn fyrdubblades. I statistiken redovisades allt större exportöverskott när tillverkningen av bilar och elektronik ökade år för år.
Precis som i resten av Europa drabbades Västtyskland av ekonomisk kris i början av 1970-talet. En mycket hög inflation kombinerades med stigande arbetslöshet men jämfört med andra västliga industriländer klarade sig Västtyskland lindrigt undan. Krisen inom sysselsättningen kom först i början av 1980-talet, något som ledde till att SPD förlorade regeringsmakten 1982.

## Sport
Det sargade Västtyskland vann överraskande fotbolls-VM 1954, vilket ledde till stärkt självförtroende. Herrlandslaget vann ytterligare två VM under den västtyska tiden, 1974 och 1990.

## Västtyska delstater
Västtyskland var, liksom dagens förbundsrepublik, en federation av dess delstater. Nazisttiden hade visat faran med att centralisera makten men det var också ett resultat av att delstaterna hade varit med och skrivit grundlagen. Statsförvaltningen var decentraliserad: förbundsdagen möttes i Bonn, Högsta domstolen (Bundesverfassungsgericht) fanns i Karlsruhe och centralbanken (Bundesbank) fanns i Frankfurt am Main.
- Schleswig-Holstein
- Niedersachsen
- Hamburg
- Bremen
- Nordrhein-Westfalen
- Hessen
- Rheinland-Pfalz
- Saarland (sedan 1957)
- Baden (till 1952)
- Württemberg-Baden (till 1952)
- Württemberg-Hohenzollern (till 1952)
- Baden-Württemberg (från 1952)
- Bayern

## Förbundskanslerer
- Konrad Adenauer 1949–1963
- Ludwig Erhard 1963–1966
- Kurt Georg Kiesinger 1967–1969
- Willy Brandt 1969–1974
- Helmut Schmidt 1974–1982
- Helmut Kohl 1982–1990  (Förbundskansler för hela Tyskland 1990–1998)